# Prusias brasiliensis
Prusias brasiliensis is een spinnensoort in de taxonomische indeling van de jachtkrabspinnen (Sparassidae).
Het dier behoort tot het geslacht Prusias. De wetenschappelijke naam van de soort werd voor het eerst geldig gepubliceerd in 1915 door Cândido Firmino de Mello-Leitão.